# 大星型切頂十二面体
大星型切頂十二面体 (だいほしがたせっちょうじゅうにめんたい、Great Stellated Truncated Dodecahedron)又は擬切頂大星型十二面体 (ぎせっちょうだいほしがたじゅうにめんたい、Quasitruncated Great Stellated Dodecahedron)とは、一様多面体の一種で、大星型十二面体の星型五角形が星型十角形になるようにして各頂点を削ったものである。切り口は正三角形であるが、外観上は3枚の凧形となる。また、切頂十二面体の正十角形を、正10/3角形に変更した図形でもある。詳しくは星型切頂六面体を参照。

## 性質
- 構成面： 正三角形 20枚、星型十角形 12枚
- 辺： 90
- 頂点： 60
- 頂点形状： 3, 10/3, 10/3
- シュレーフリ記号: t{5/3,3}
- ワイソフ記号： 2 3 | 5/3
- 枠： 正方形が黄金長方形になっている斜方二十・十二面体
- 双対： 大三方二十面体（英語版）
- 外接球半径： 一辺を2とすると {\displaystyle {\sqrt {37-15{\sqrt {5}} \over 2}}}

## 同じ枠を持つ立体
- 大星型切頂十二面体
- 小二十・二十・十二面体
- 小二重三角十二・二十・十二面体
- 小十二・二十面体